# Einjähriges Gänseblümchen
Das Einjährige Gänseblümchen (Bellis annua) ist eine Pflanzenart aus der Familie der Korbblütler (Asteraceae).

## Beschreibung
Das Einjährige Gänseblümchen ist eine einjährige Pflanze, die Wuchshöhen von 3 bis 12 Zentimetern erreicht. Es hat keine deutliche Blattrosette wie das mitteleuropäische Gänseblümchen, der Stängel ist unten verzweigt und beblättert, die Wurzeln sind sehr fein. Die zungenförmigen bis spatelförmigen, gekerbt-gesägten oder ganzrandigen Laubblätter weisen eine Länge von bis 2,5 Zentimeter und eine Breite von 1,5 Zentimeter auf.
Die auf dünnen Stielen stehenden Blütenkörbe besitzen einen Durchmesser von 0,5 bis 1,5 Zentimeter. Sie besitzen zwei Reihen von Hüllblättern und weiße, unterseits oft rot überlaufene Zungenblüten. Die Achänen sind zusammengedrückt, behaart und haben keinen Pappus.
Die Blütezeit ist Februar bis Juni.
Die Chromosomenzahl beträgt für Bellis annua subsp. annua 2n = 18.

## Vorkommen
Das Einjährige Gänseblümchen ist über das gesamte Mittelmeergebiet verbreitet und kommt zudem auf den Kanarischen Inseln vor. Es besiedelt grasige, zeitweise feuchte Standorte und wächst auch auf Sand.